# Metopotylus femoratus
Metopotylus femoratus är en skalbaggsart som beskrevs av Max Quedenfeldt 1882. Metopotylus femoratus ingår i släktet Metopotylus och familjen långhorningar.
Artens utbredningsområde är Gabon. Inga underarter finns listade i Catalogue of Life.